# 墙面彩绘
墙面彩绘是近年才兴起的装饰潮流，是修饰新房、会所、展厅、酒吧、宾馆酒店、海洋馆、幼儿园等许多地方的选择。
以往一般装修都是以白墙或墙纸为主，但现在墙面彩绘比起传统的墙纸有了更强的感染力和渲染力；并且从艺术和美观的角度来讲，墙纸或者其他装饰材料过分的重复和大量使用，显得非常单一和呆滞，而墙面彩绘则灵活了很多，可以根据装修风格和家具风格适当的用墙面彩绘进行点缀。人工画的效果和渲染力是墙纸永远也达不到的，一个优秀的画师可以让你的墙变的栩栩如生，与众不同。 
现在家装墙面彩绘用的最多的是电视墙，但实际上墙绘并不局限于客厅，除了客厅，卧室、餐厅甚至是卫生间都可以选择，并且墙绘也不局限于墙面，家具、沙发等都可以作画。